# FLaMme
FLaMme는 도쿄도 미나토구에 위치한 일본의 연예 기획사로, 여성 탤런트를 전문으로 매니지먼트하고 있다.

## 개요
히로스에 료코의 당시 매니저 이노우에 요시히사(동성 동명의 중의원 의원과는 딴사람)가, 이전의 소속 사무소의 후로스(예영계)로부터 독립하는 형태로 1998년에 설립했다.
2008년 7월 1일, 지금까지의 공식 PC 사이트와는 별도로, 공식 mobile 사이트를 개설. 탤런트의 활동 정보등의 정보를 수시 갱신하고 있다.

## 소속 탤런트
- 아리무라 카스미
- 카라타 에리카
- 키치세 미치코
- 코시노 에나
- 콘노 마히루
- 토쿠나가 에리
- 토다 에리카
- 니시야마 마유코
- 노무라 마스미
- 히로스에 료코
- 후쿠다 마유코
- 후지무라 쇼코
- 후지와라 레이코
- 마츠모토 호노카
- 야마구치 사야카
- 야마구치 마유
- 다나카 미나미

### 업무 제휴 등
- 코유키 (에이벡스) (FLaMme 매니지먼트 협력)
- 한효주 (BH 엔터테인먼트)